# Classified

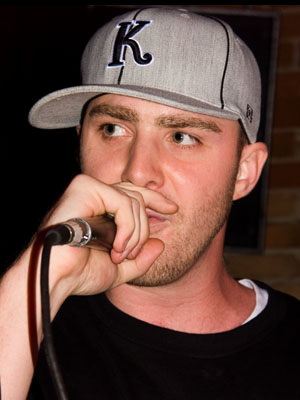
Classified im September 2005

Luke Boyd (* 1977), besser bekannt als Classified, ist ein kanadischer Rapper und Musikproduzent aus Halifax.
Sein 2005 erschienenes Album Boy-Cott-In the Industry erreichte Platz 46 in den kanadischen SoundScan R'n'B Charts. Seine Singles wurden im selben Jahr The Maritimes, 5th Element und No Mistakes alle Top-20-Hits auf MuchMusic und MTV Canada. Sein Video für No Mistakes gewann einen MMVA (MuchMusic Video Award) in der Kategorie „MuchVibe Best Rap Video“.
Boy-Cott-In the Industry brachte ihm 2006 eine Juno Award Nominierung in der Kategorie Rap Recording of the Year ein und Hitch Hikin' Music 2007 eine Weitere.

## Karriere
Classified besuchte die East Hants Rural High School in Milford (Hants County). Nachdem er 2 Jahre lang seinen Stil perfektioniert hatte, brachte er sein neuntes Album Trial & Error heraus. Durch seinen Vertrag mit URBNET Records waren darauf auch aufsteigende kanadische Rapper wie Eternia und DL Incognito zu hören, sowie auch Rap-Veteran Maestro. Es wurde eines der meistverkauften Independent-Rap Alben Kanadas 2004.
Sein zehntes Album Boy-Cott-In the Industry war ein Höhepunkt seiner Karriere. Es enthält Gastauftritte von Choclair, Royce da 5′9″, Jay Bizzy, J-Bru, Spesh K und Mic Boyd, dem jüngeren Bruder Classifieds.
Angespornt vom Erfolg seines 10. Albums folgte ein Jahr später Nummer 11, Hitch Hikin' Music. Es gilt als eines seiner besten und reifsten Alben und handelt hauptsächlich von der Schwierigkeit sich im Hip Hop Business treu zu bleiben. Dies sieht man beispielsweise am vierten Song des Albums Hard to Be Hip Hop.
Es gab vier Singleauskopplungen aus diesem Album und zwar Find Out (welche den East Coast Music Award for Best Rap/Hip-Hop Single 2007 gewann), Feelin' Fine Remix, All About U, und Hard to Be Hip Hop. Das zwölfte Album Self Explanatory erschien am 7. April 2009.

## Diskografie

### Alben
- 1995: Time’s Up, Kid
- 1996: One Shot
- 1996: What Happened
- 1997: Information
- 1998: Now Whut!
- 1999: Touch of Class
- 2000: Unpredictable
- 2001: Union Dues
- 2003: Trial & Error
- 2005: Boy-Cott-In the Industry
- 2006: Hitch Hikin' Music
- 2009: Self Explanatory (CA: Gold)[1]
- 2011: Handshakes and Middle Fingers (CA: Gold)
- 2013: Classified (CA: Platin)
- 2016: Greatful
- 2018: Tomorrow Could Be the Day Things Change

### Singles
- 2003: Gossip/This Is For
- 2003: Heavy Artillery (feat. Rocky Ninja)
- 2004: Unexpected
- 2004: Just the Way It Is (feat. Eternia, DL Incognito & Maestro Fresh Wes)
- 2005: 5th Element
- 2005: Unexplainable Hunger (feat. Royce Da 5'9'' & Choclair)
- 2005: The Maritimes
- 2006: No Mistakes
- 2006: Find Out
- 2006: Feelin Fine Remix (feat. Jordan Croucher & Jay Bizzy)
- 2007: All About U (feat. Chad Hatcher)
- 2007: Hard to Be Hip Hop (feat. Maestro Fresh Wes & DJ IV)
- 2007: Fall from Paradise
- 2008: Trouble
- 2009: Anybody Listening
- 2009: Oh Canada (CA: Platin)
- 2010: Inspiration
- 2011: That Ain’t Classy (CA: Platin)
- 2012: Inner Ninja (feat. David Myles, CA: ×6Sechsfachplatin )
- 2013: Inner Ninja (feat. Olly Murs)
- 2013: 3 Foot Tall (CA: Platin)
- 2014: Higher (feat. B.o.B., CA: Gold)
- 2016: No Pressure (feat. Snoop Dogg, CA: Gold)
- 2020: Good News (feat. Breagh Isabel, CA: Gold)